# Kukup
Kukup is een bestuurslaag in het regentschap Bintan van de provincie Riau-archipel, Indonesië. Kukup telt 830 inwoners (volkstelling 2010).